# Brütal Legend
Brütal Legend — компьютерная игра смешанного жанра action-adventure, разработанная компанией Double Fine Productions под руководством Тима Шейфера и издаваемая Electronic Arts на платформах Xbox 360 и PlayStation 3. Игра поступила в продажу 13 октября 2009 года в США, 16 октября в — Европе, 21 октября — в России.
26 февраля 2013 года игра вышла для платформы Windows, 8 мая, одновременно с выходом сборника игр Humble Double Fine Bundle, — для Linux и Mac OS X.

## Сюжет
Brütal Legend повествует о гастрольном механике (роуди) по имени Эдди Риггс, который является «лучшим помощником на свете в организации рок-концертов». Имя Eddie Riggs отсылает к талисману группы Iron Maiden Эдди и его создателю — художнику Дереку Риггсу. Игра начинается перед началом рок-концерта худшей рок-группы мира. Во время выступления одна из декораций падает на Эдди, и его кровь попадает на пряжку его ремня, которая на самом деле является амулетом Ормагёдена, «Огненной твари, сжигателя неба и уничтожителя древнего мира».
Проснувшийся Ормагёден телепортирует Эдди в параллельный мир, навеянный скандинавской мифологией и хеви-металом, в котором люди были порабощены демонами. Позднее Эдди узнаёт, что этот мир был создан древней расой Титанов, оставившей после себя многочисленные реликтовые памятники и предписания для их использования последующими поколениям. Однако ни люди, ни демоны не могут их прочесть. И только Эдди, благодаря своим организаторским способностям, может понять их предназначение.
Переместившись в параллельный мир, Эдди сталкивается с группой враждебных фанатиков, однако с помощью топора и гитары «Клементины», которая в этом мире обрела новые возможности, одерживает победу. Во время побега Эдди встречает Офелию, девушку из сопротивления, и продолжает путь вместе с ней. Чтобы быстрее выбраться из ада, в который он попал, главный герой собирает свой автомобиль, который называет «Друидов Пахарь». Вместе с Офелией Эд бежит с острова, на который был телепортирован. От своей новой подруги Риггс узнаёт подробности мира, в который попал, а также узнаёт главное — мир, в котором он теперь находится, оккупирован Довикулосом, Императором Зла. Группа энтузиастов, состоящая из красавца и прирождённого лидера Ларса, его сестры Литы и их подруги Офелии, собирается начать освободительную войну. Немного подумав, Эдди соглашается помогать им в этом нелёгком деле.
Первым делом нужно собрать армию. Эдди и Ларс отправляются в Каменоломни, где томится будущая армия Железноголовых. Никому не нужные, эти бедняги занимаются тем, что добывают руду без помощи инструментов, долбя камень своими головами. Услышав прекрасные звуки рока, исполняемого Эдди на гитаре, парни поднимают бунт и разносят Каменоломню. Вернувшись с армией в лагерь, Эдди и остальные обнаруживают смертельно раненную Офелию. Ларс предлагает отнести её к Киллмастеру, который игрой на басу лечит раны. Однако Киллмастер не в силах помочь на этот раз, так как его струны слишком тонкие. Эдди отправляется в логово пауков, плетущих эти струны, побеждает Королеву Пауков и приносит новые струны. Офелия снова жива. Как выяснилось, храбрая девушка в одиночку освободила своих подруг из Башни Наслаждений Лайонвайта, глэм-генерала. Однако в попытке достать подругам оружие, выступив в одиночку против диких боровов, из металлического скелета которых получается прекрасное оружие, она чуть не погибла. С помощью Эдди, Офелия добывает оружие и пополняет армию своими «боевыми леди». В момент обучения армии в лагере поступает сообщение о нападении — Лайонвайт и его приспешники собираются атаковать лагерь! В качестве оборонительной тактики Риггс предлагает устроить рок-концерт, заверяя остальных, что рок в этом мире имеет огромную силу. И оказывается прав! Души погибших воинов стремятся вернуться в мир живых, чтобы услышать немного рока! Фанаты (а именно так называет Риггс эти души) являются «ресурсом», с помощью которого создаются юниты. Во время боя у Эдди неожиданно появляется непонятная боль в спине, которая быстро и бесследно проходит. Успешно отбив нападение, Железноголовые собираются контрнаступать.
Прибыв к дворцу Лайонвайта и расположившись там, наши герои ждут момента. И вот битва начинается! Но у Эдди снова «прихватывает» спину и на этот раз с весьма заметными последствиями — Риггс становится похожим на демона: его кожа краснеет, вены вздуваются, глаза становятся жёлтыми и вырастают крылья! С этого момента, игрок сможет летать над полем боя и руководить армией с высоты, но не более. Одержав победу и разбив ворота, а также приобретя новых союзников в виде глупых, но преданных парней с большими кулаками, герои сталкиваются с новой проблемой — боевые башни, стреляющие метровыми стрелами. Чтобы пройти мимо них, нужно использовать мощный звук. А чтобы его добыть, надо идти к Стене Плача, состоящей из колонок. Именно там Эдди, который неровно дышит к Офелии, наконец-то признаётся ей в своих чувствах. Офелия отвечает ему взаимностью. Несколько позже Офелия признаётся Эдди в том, что она — одна из Пьющих Слёзы и именно поэтому ей не доверяют. Эдди обещает ей свою нерушимую поддержку навсегда и отдаёт Офелии в качестве подтверждения своих слов коготь — единственную вещь, которая осталась от его матери. Уничтожив башни, армия готовится к финальной битве. В тяжёлом бою Железноголовые одерживают победу и уничтожают Лайонвайта. Однако война ещё не окончена. К месту битвы является сам Довикулус и призывает некую Суккорию. Ларс, который до этого вместе с остальными сидел в засаде, бросается на Довикулуса, но погибает от его рук. Киллмастер не в силах его оживить. На только что отвоёванный город нападают солдаты Императора Зла, и героям приходится бежать на машине Эдди. В каком-то месте Эдди тормозит из-за ссоры Офелии и Литы. В ярости Лита хочет убить Офелию, которую считает предательницей, виновной в смерти Ларса, однако Эдди не даёт ей этого сделать. Но и сам Эдди теряет доверие к Офелии и, забывая свои слова про вечное доверие, вместе с Литой уезжает, оставляя Офелию на дороге.
Через три месяца герои встречают армию готов. С помощью огненных баронов они побеждают, но Лита видит на футболке одного из готов знак, который был на кинжале Офелли в храме Ормагёдена. Эдди со своими старыми (и новыми, огненными) друзьями решает ехать к морю Чёрных слёз, которое, по словам барона, было распечатано, когда Довикулус узнал о смерти Лайонвайта. Поездка оказывается частично удачной — Эдди чинит мост с помощью соло на гитаре, но он тут же разрушается и перед героями возникает преобразившаяся Офелия, которая исполняет своё соло, разрушает мост целиком и уезжает на своей машине (которую она хотела, с тех пор, как Эдди сделал «Пахаря»). Всё же починив мост, герои попадают в джунгли, где их захватывают в плен Заулии, за то, что они украли их зверей металла. В клетке с подступающим к ним огнём, Эдди исполняет соло. Клетка открывается и Риггс видит, что он не первый, кто побывал здесь из будущего — так же здесь был его отец (которого в этом мире звали Ригнароком).
Армия Эдди продолжает движение в сторону Моря Чёрных Слёз и останавливается в Шахтах Сухого Льда. Офелия приходит к героям и, желая рассказать им, что с ней произошло, вызывает у Эдди флэшбэк. После того, как Эдди и Лита отвергли Офелию три месяца назад, она добралась до Моря Чёрных Слёз и прыгнула в него, приобразившись в свой новый образ. Эдди приходит в себя после видения, и начинает сражение, после которого Эдди находит гигантскую камнедробилку и решает задействовать её для самого мощного оружия их группы — танка-сцены Rock Crusher.
Путь к Морю Чёрных Слёз продолжается. Автобус группы подвергается нападению Жнеца, но Эдди успешно отражает атаку, и следующее крупное сражение проходит уже на берегу Моря, которое, по словам Мангуса, больше похоже на Озеро Чёрных Слёз. Перед сражением Эдди подбадривает Литу уверяя её, что она прекрасный лидер, не хуже Ларса. Когда Лита поворачивается, чтобы поблагодарить Эдди, она видит, что тот задремал от переутомления. Эдди снится, как он бежит по берегу моря вместе с Офелией, раскидывая фанатиков. Проснувшись, он снова превращается в демона и начинает сражение с Офелией, в ходе которого ему удаётся разрушить защитные башни и сцену Офелии возле собора на противоположном берегу моря.
После победы Эдди в одиночку отправляется в собор, чтобы разобраться с Офелией. Не начавшееся сражение прерывает Довикулус. Эдди называет Офелию Суккорией, ошибочно считая, что это её настоящее имя, и что она с самого начала шпионила в пользу Довикулуса. Но это не так.
Довиклус сообщает Эдди, что на самом деле Суккория — могущественная королева-ведьма демонов. Во время войны против людей она воспользовалась амулетом Ормагёдена (ременной пряжкой Эдди), чтобы отправиться в будущее вместе с несколькими рабами и получить знания о магии музыки для разгрома армии бунтующих людей. Но в будущем она обнаруживает, что демоны проиграли войну, и миром теперь правят люди. Расстроенная Суккория распускает своих рабов, но один из них не уходит. Этот раб — Ригнарок, отец Эдди, который пробрался в круг рабов Императрицы Суккории, чтобы убить её, но не смог этого сделать, потому что влюбился в неё. Суккория и Ригнарок остаются в будущем, через некоторое время она рожает ребёнка и погибает во время родов. Ригнарок с маленьким Эдди и кое-какими вещами (среди которых был амулет Ормагёдена и коготь-талисман Эдди) уходит, чтобы жить в новом мире.
Эдди сначала не верит Довикулусу, но тот быстро убеждает его: Эдди носит майку с именем его матери, он вооружён её топором, а когда Довикулус говорил, что почуял запах крови Суккории в Храме Ормагёдону, он говорил о крови Эдди. После этого Довикулус вырывает сердце Офелии, прячет его в свою грудь рядом со своим и благодарит его за то, что он завершил миссию своей матери. Демонстрируя мощь магии музыки, Довикулус призывает громадное трёхголовое чудовище из Моря Чёрных Слёз. Эдди и его группе приходится вступить в сражение с армией демонов, которых призывает чудовище, и сдерживать её до тех пор, пока не удастся найти способ справиться с ним. Эдди таранит на своей машине две меньшие головы чудовища, после чего врывается в третью (которая раньше была собором). Внутри Эдди сражается с Довикулусом и отсекает ему голову. Вырвав из груди Довикулуса оба сердца, Эдди получает коготь-амулет, который подарил Офелии.
Голова-собор обрушивается в Море Чёрных Слёз. Эдди падает в воду, но ему удаётся противостоять тёмным щупальцам. Заплыв глубже, он находит тело Офелии и надевает на её шею амулет. Офелия продолжает лежать без сознания, и Эдди пытается вытащить её на поверхность, но тёмные щупальца начинают затягивать его на глубину. Пришедшая в себя Офелия вытягивает Эдди на поверхность.
Война против демонов завершена, тур окончен, и группа устраивает концерт в память о Ларсе. Эдди, как обычно, находится за сценой. К нему приходит Мангус и отдаёт Эдди его тур-книгу, в которой расписались друзья Эдди, чтобы он не забывал о них. Эдди уверяет Мангуса, что не собирается никуда уходить, у него просто остались незаконченные дела. Он садится в машину и уезжает от сцены. Игра заканчивается кадрами Офелии, которая сидит возле гигантского каменного креста. Она смотрит на машину Эдди вдалеке и роняет тёмную слезу.

## Разработка
Разработка игры началась в 2005 году, когда ещё не была завершена работа над первым проектом студии, Psychonauts.
В игре присутствовали около 80 уникальных персонажей, которых озвучивают многие знаменитые музыканты, включая Роба Хэлфорда, Литу Форд, Оззи Осборна. В качестве прототипа Эдди Риггса первоначально планировалось использовать типаж Лемми Килмистера (от которого персонаж должен был заимствовать усы, шляпу и сигару), однако в процессе разработки дизайнеры поменяли решение и выбрали Джека Блэка, а Лемми Килмистер стал отдельным персонажем. Узнав, что Джек является большим фанатом Psychonauts и видеоигр вообще, команда решила связаться с ним и предложить выполнить озвучивание главного персонажа, и Джек принял это предложение.
Рок- и хеви-метал композиции, использованные в проекте, были выбранных лично Шейфером. В игре звучит музыка Оззи Осборна (который также является отдельным персонажем — Хранителем Металла), Зака Вайлда, Тима Шольда, Megadeth, Motörhead, Judas Priest (включая гитарные соло Кеннета Даунинга и Гленна Типтона), Black Sabbath и Ронни Джеймса Дио. В саундтрек также включена композиция российской симфо-метал группы Tvangeste — «Birth of the Hero».
Также в музыкальном оформлении принял участие композитор и старый знакомый Шейфера по работе в LucasArts — Питер Макконнелл.

## Саундтрек
| Композиция                          | Исполнитель            |
| ----------------------------------- | ---------------------- |
| «A Serpentine Crave»                | Bishop of Hexen        |
| «Ad Noctis»                         | Rotting Christ         |
| «Am I Evil?»                        | Diamond Head           |
| «Angel Witch»                       | Angel Witch            |
| «Angels Don’t Kill»                 | Children of Bodom      |
| «Assault Attack»                    | Michael Schenker Group |
| «Back at the Funny Farm»            | Motörhead              |
| «Battle Angels»                     | Sanctuary              |
| «Battle Hymn/One Shot at Glory»     | Judas Priest           |
| «Believer»                          | Ozzy Osbourne          |
| «Betrayal»                          | Lita Ford              |
| «Birth of the Hero»                 | Tvangeste              |
| «Blackout»                          | Scorpions              |
| «Blitzkrieg»                        | Deathstars             |
| «Bomber»                            | Girlschool             |
| «Breadfan»                          | Budgie                 |
| «Cathode Ray Sunshine»              | Dark Tranquillity      |
| «Children of the Grave»             | Black Sabbath          |
| «Crack the Skye (Instrumental)»     | Mastodon               |
| «Cremation»                         | King Diamond           |
| «Cry of the Banshee»                | Brocas Helm            |
| «Dawn of Battle»                    | Manowar                |
| «Deadly Sinners»                    | 3 Inches of Blood      |
| «Destroy the Orcs»                  | 3 Inches of Blood      |
| «Diary of a Madman»                 | Ozzy Osbourne          |
| «Die For Metal»                     | Manowar                |
| «Dr. Feelgood»                      | Mötley Crüe            |
| «Drink the Blood of the Priest»     | Brocas Helm            |
| «Fast as a Shark»                   | Accept                 |
| «For the Glory Of»                  | Testament              |
| «Free Your Hate»                    | KMFDM                  |
| «Frost»                             | Enslaved               |
| «Girlfriend»                        | Kabbage Boy            |
| «God of Thunder»                    | Kiss                   |
| «Goliaths Disarm Their Davids»      | In Flames              |
| «Hall of the Mountain King»         | Savatage               |
| «Her Ghost in the Fog»              | Cradle of Filth        |
| «High Speed Dirt»                   | Megadeth               |
| «Holiday»                           | Scorpions              |
| «Ignisis Dance»                     | Wrath of Killenstein   |
| «In the Black»                      | Motörhead              |
| «Insomnia»                          | Dark Fortress          |
| «Kickstart My Heart»                | Mötley Crüe            |
| «Lay It Down»                       | Ratt                   |
| «Leather Rebel»                     | Judas Priest           |
| «Live Wire»                         | Mötley Crüe            |
| «Loke»                              | Enslaved               |
| «Love Dump»                         | Static-X               |
| «Machine Gunn Eddie»                | Nitro                  |
| «March of the Crabs»                | Anvil                  |
| «Marching Off to War»               | Motörhead              |
| «Master Exploder»                   | Tenacious D            |
| «Murmaider»                         | Dethklok               |
| «Metal Church»                      | Metal Church           |
| «Metal Storm/Face the Slayer»       | Slayer                 |
| «Metal Thrashing Mad»               | Anthrax                |
| «More Than Meets the Eye»           | Testament              |
| «Mr. Crowley»                       | Ozzy Osbourne          |
| «Mr. Scary»                         | Dokken                 |
| «Narita»                            | Riot                   |
| «Never Say Die»                     | Black Sabbath          |
| «Nightstalker»                      | Cloven Hoof            |
| «No Love Lost»                      | Carcass                |
| «Oblivion (Instrumental)»           | Mastodon               |
| «Overnight Sensation»               | FireHouse              |
| «Painkiller»                        | Judas Priest           |
| «Progenies of the Great Apocalypse» | Dimmu Borgir           |
| «Pure Evil»                         | Iced Earth             |
| «Queen of Desire»                   | Ostrogoth              |
| «Queen of the Masquerade»           | Crimson Glory          |
| «Riding the Storm»                  | Running Wild           |
| «Rip the System»                    | KMFDM                  |
| «Road Racin»                        | Riot                   |
| «Rock Bottom»                       | UFO                    |
| «Rock of Ages»                      | Def Leppard            |
| «Skeleton on your Shoulder»         | Coroner                |
| «Snap Your Fingers, Snap Your Neck» | Prong                  |
| «So Frail»                          | Mirrorthrone           |
| «Soul Thrashing Black Sorcery»      | Skeletonwitch          |
| «Stigmata»                          | Ministry               |
| «Still of the Night»                | Whitesnake             |
| «Sulphur Injection»                 | Apostasy               |
| «Superbeast»                        | Rob Zombie             |
| «Swords and Tequila»                | Riot                   |
| «Symptom of the Universe»           | Black Sabbath          |
| «Tag Team»                          | Anvil                  |
| «Technical Difficulties»            | Racer X                |
| «The Axeman»                        | Omen                   |
| «The Beautiful People»              | Marilyn Manson         |
| «The Hellion/Electric Eye»          | Judas Priest           |
| «The Metal»                         | Tenacious D            |
| «The Somber Grounds of Truth»       | Bishop of Hexen        |
| «The Wild and the Young»            | Quiet Riot             |
| «Thieves»                           | Ministry               |
| «Through the Fire and Flames»       | DragonForce            |
| «Thus Spake the Nightspirit»        | Emperor                |
| «Tornado of Souls»                  | Megadeth               |
| «Warriors Dawn»                     | Slough Feg             |
| «(We Are) the Road Crew»            | Motörhead              |
| «Welcome Home»                      | King Diamond           |
| «Wheels of Steel»                   | Saxon                  |
| «When the Night Falls»              | Iced Earth             |
| «Witches»                           | Candlemass             |
| «World of Hurt»                     | Overkill               |
| «Y.R.O.»                            | Racer X                |
| «Youth Gone Wild»                   | Skid Row               |
| «Zoom Club»                         | Budgie                 |

## Проблемы с издателем
Слияние Vivendi с Activision и образование Activision Blizzard привело к тому, что Double Fine Productions оказалась в числе компаний, оставшихся без официального издателя. Тем не менее, Шейфер поспешил успокоить общественность, оставив сообщение на форуме игры, что «с Brütal Legend всё в порядке». В декабре 2008 года стало известно, что новым издателем игры стала Electronics Arts, при этом намеченный выход игры отодвинулся на конец 2009 года.
В феврале 2009 года Activision Blizzard заявила, что сделка с EA незаконна и права на издание игры остаются у прежнего издателя. Журналисты Variety сделали предположение, что Activision пытается добиться от EA денежной компенсации за упущенный потенциально выгодный игровой проект, как это было с такими играми, как Ghostbusters: The Video Game и The Chronicles of Riddick: Assault on Dark Athena, которые также оказались «за бортом» во время образования Activision Blizzard. Новые издатели при этом были вынуждены выкупать права на издание игр.

## Оценки, награды и продажи
| Сводный рейтинг    | Сводный рейтинг                            |
| Агрегатор          | Оценка                                     |
| ------------------ | ------------------------------------------ |
| GameRankings       | 81,60 % (X360) 81,08 % (PS3)               |
| Metacritic         | 83/100 (PS3) 80/100 (PC) 82/100 (Xbox 360) |
| Иноязычные издания |                                            |
| Издание            | Оценка                                     |
| 1UP.com            | B+                                         |
| CVG                | 7,9/10                                     |
| Eurogamer          | 8/10                                       |
| Game Informer      | 8,0/10                                     |
| GameSpot           | 8,5/10                                     |
| GameSpy            | 4,5/5                                      |
| IGN                | 9,0/10                                     |
| X-Play             | 4/5                                        |
| Giant Bomb         | 3/5                                        |

Игра получила преимущественно положительные отзывы. На сайте-агрегаторе Metacritic средняя оценка игры составляет 83 из 100 на основе 61 обзора для платформы PS3, 80 из 100 на основе 17 обзоров для платформы PC и 82 из 100 на основе 88 обзоров для платформы Xbox 360.
Brütal Legend — образец оригинальной мысли и неформального подхода, делающего игру действительно интересной и непохожей на другие. В сюжетной линии этого проекта несложно прочитать историю металлической субкультуры, внутренней конкуренции её жанров и её противостояния миру гламура. Но, даже если вы далеки от музыки, вы сможете получить от Brütal Legend удовольствие, наслаждаясь искрометным юмором Эдди, детальной проработкой характера каждого героя, дизайном локаций и трогательной сюжетной линией. Пусть линейной, зато красивой и непредсказуемой.© CHIP
В 2009 году игра выдвигалась на премию BAFTA в номинации «Лучший сюжет».
Летом 2018 года, благодаря уязвимости в защите Steam Web API, стало известно, что точное количество пользователей сервиса Steam, которые играли в игру хотя бы один раз, составляет 1 235 714 человек.